# دبلیو کمان
دبلیو کمان یک ستاره است که در صورت فلکی کمان قرار دارد.